# Scoparia paracycla
Scoparia paracycla là một loài bướm đêm trong họ Crambidae.